# Landgericht Riva

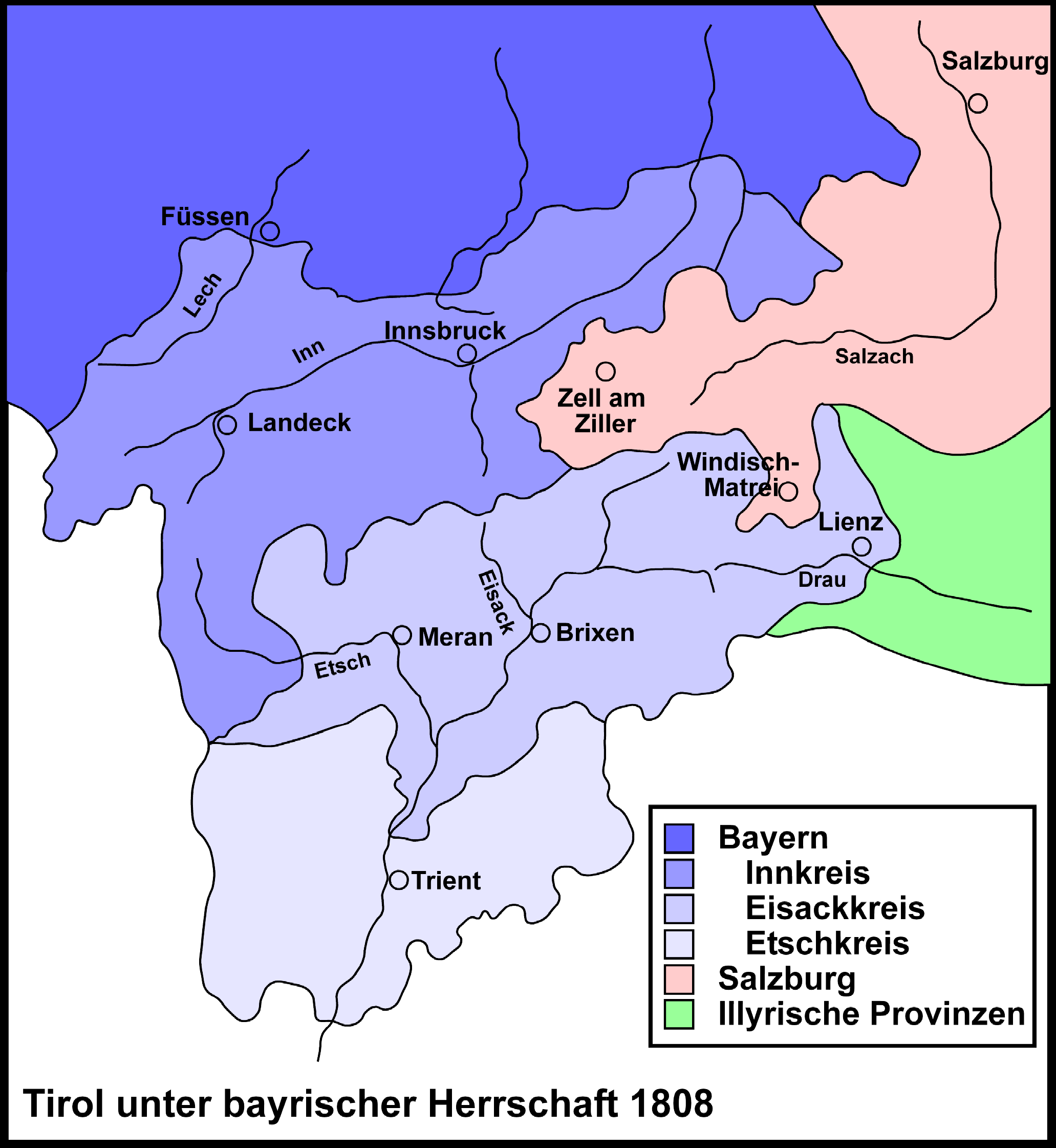
Das Landgericht Riva im Etschkreis 1808

Das Landgericht Riva war ein von 1805 bis 1810 bestehendes bayerisches Landgericht älterer Ordnung mit Sitz in Riva del Garda im Trentino. Die Landgerichte waren im Königreich Bayern Gerichts- und Verwaltungsbehörden.

## Geschichte
Im Jahr 1805 wurde nach dem Frieden von Pressburg im Verlauf der Verwaltungsneugliederung Bayerns das Landgericht Riva errichtet. Dieses wurde nach der Gründung des Königreichs Bayern dem Etschkreis zugeschlagen, dessen Hauptstadt Trient war.
Peter Adolph Winkopp schreibt im Jahr 1807: „Das Landgericht Riva enthält die landesfürstlichen Gerichte Tenno, Val di Ledro, Stenico und die Prätur Riva; dann die zur Grafschaft Arco gehörigen Gerichte Penede, Arco und Drena. Der Flächenraum beträgt 8 41/50 Quadratmeilen mit einer Bevölkerung von 23.178 Seelen, von denen 16.199 landgerichtlich sind.“
Im Jahr 1810 wurde der Etschkreis an das napoleonische Königreich Italien abgetreten.

## Beamte des Landgerichts
Die Namen der Beamten des Landgerichts Riva im Jahr 1809 lassen sich aus dem Königlich-Baierischen Regierungsblatt entnehmen.
- Erster Assessor: Peter Graf von Alberti
- Zweiter Assessor: Jakob Graf von Khuen